# Federação Angolana de Futebol
Die Federação Angolana de Futebol (FAF) ist der Fußball-Sportverband in Angola.
Der Verband wurde 1979 gegründet und trat 1980 sowohl dem Weltverband FIFA als auch dem Kontinentalverband CAF bei. Er ist Mitglied im Comité Olímpico Angolano, dem Nationalen Olympischen Komitee in Angola.
Die FAF organisiert die wichtigsten Fußballwettbewerbe des Landes, so die erste angolanische Liga, den Girabola, und den Landespokal Taça de Angola. Zudem ist sie für die Herren-Nationalmannschaft und die Frauen-Nationalmannschaft zuständig.
Aktueller Präsident der FAF ist Pedro Neto.